# Château de Valdemar
Le château de Valdemar (en danois Valdemars Slot) s’élève sur l’île danoise de Tåsinge, à proximité immédiate des côtes méridionales de l’île de Fionie et à quelque 5 kilomètres de Svendborg.

## Histoire
Construit de 1639 à 1644 par Christian IV, qui régnait à l’époque sur le Danemark et la Norvège, le château était destiné à son fils Valdemar Christian, comte de Schleswig-Holstein. Pour sa construction, on abattit le Kærsgård, un château-fort médiéval situé à proximité, dont les matériaux furent réutilisés dans le nouvel édifice.
Valdemar Christian entra toutefois en conflit avec son demi-frère, Frédéric III, successeur de Christian IV, et mourut en 1656, dans les rangs de l’armée suédoise en Pologne. Lors de la guerre dano-suédoise de 1658–1660, le château fut occupé par les Suédois et fortement endommagé.
En 1677 le roi Christian V offrit le château ainsi que l'île de Tåsinge à l’amiral Niels Juel en récompense de son éclatante victoire contre les Suédois à la bataille de la baie de Køge. Le nouveau propriétaire entreprit de le reconstruire dans le style baroque. En 1754–1755, son petit-fils, le chambellan Niels Juel le Jeune, procéda à son agrandissement ; le chantier fut conduit par l’architecte Georg Dietrich Tschierske.
En août 1830, l’écrivain Hans Christian Andersen visita le château de Valdemar et fut tout particulièrement impressionné par sa galerie de portraits.
En 1899, c’est dans le Nørreskov, un bois du domaine du château de Valdemar, que furent retrouvés les corps de la funambule Elvira Madigan et de son amant, le lieutenant Sixten Sparre.
Constitués en majorat (Stamhuset Taasinge), le château de Valdemar et ses terres sont restés jusqu’à ce jour une propriété de la famille Juel (dont le nom s’orthographie à présent Iuel).

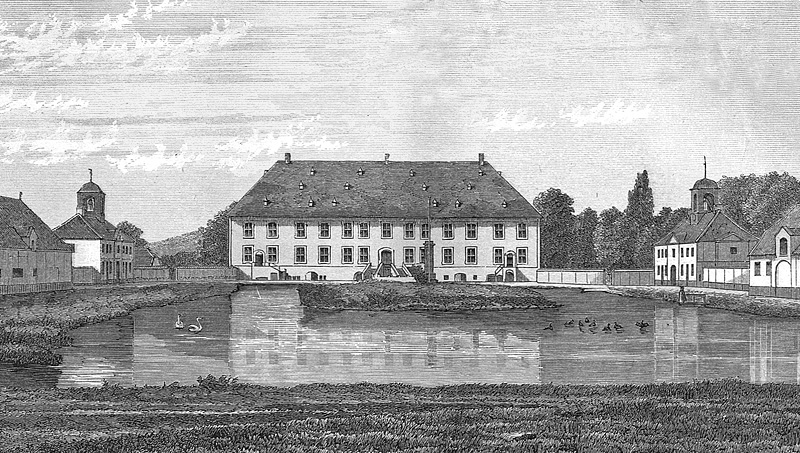
Le bâtiment principal, vers 1870.
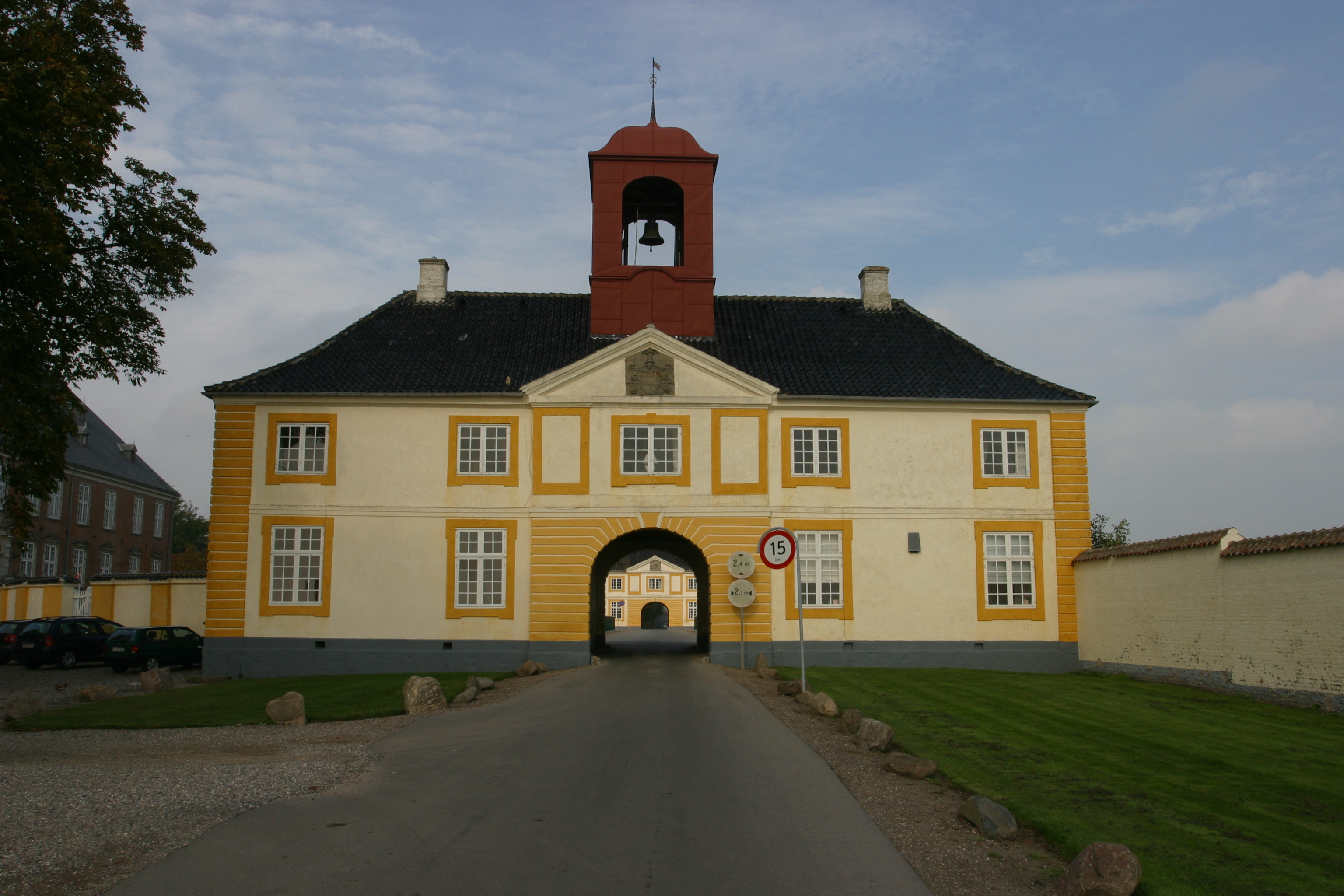
La première conciergerie.
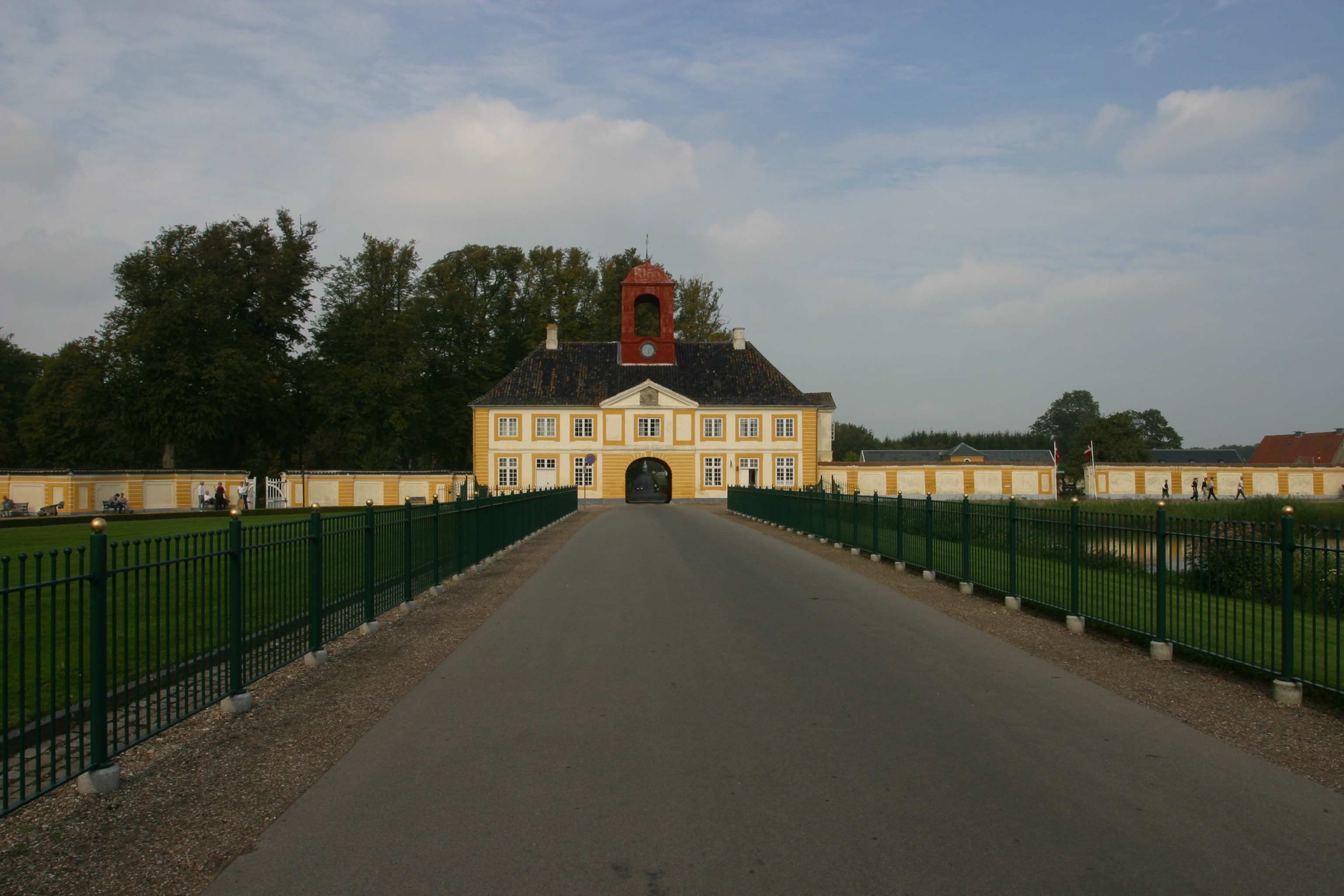
La seconde conciergerie.
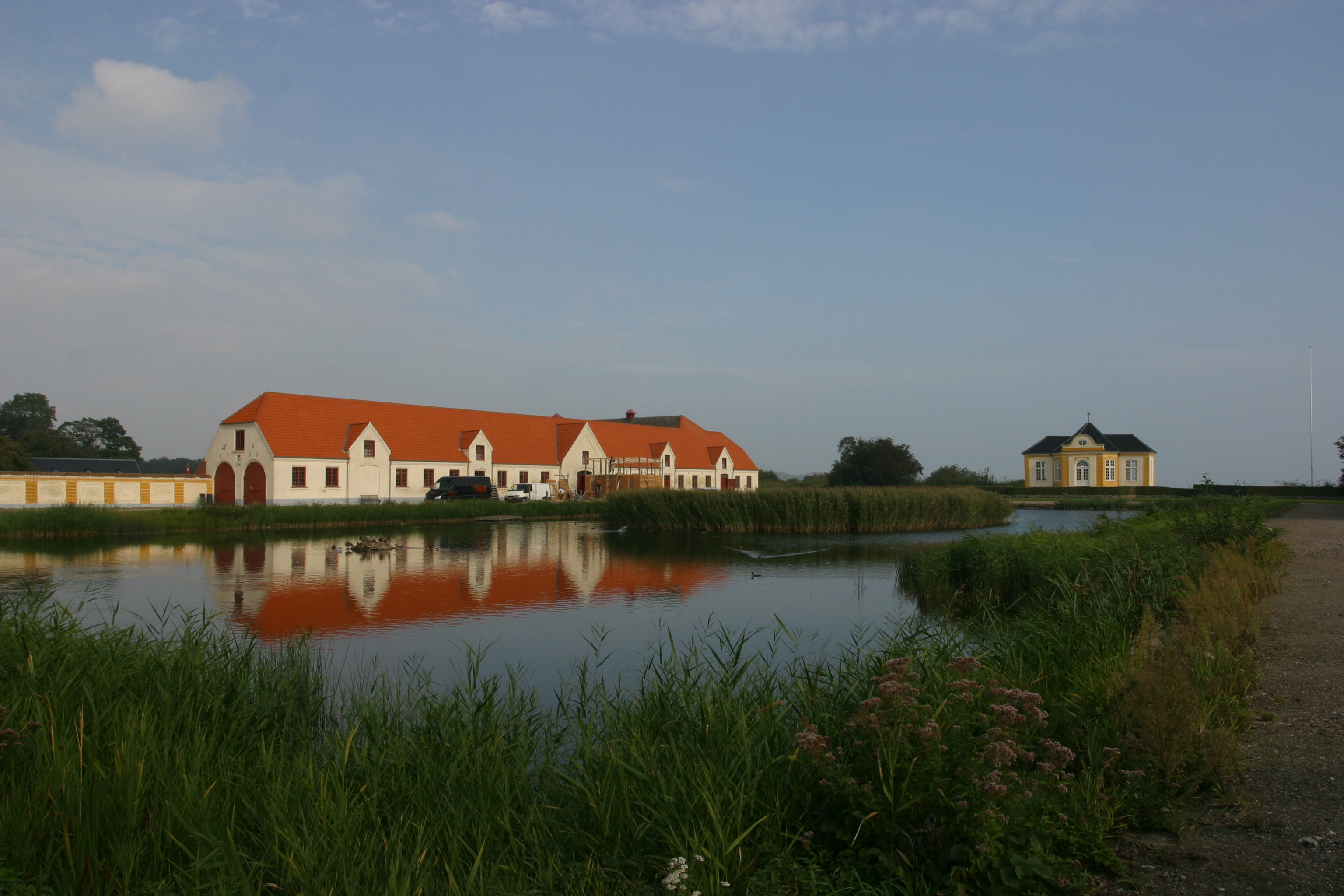
Les écuries et le pavillon de thé.

## Liste des occupants du Kærsgård et du château de Valdemar
- 1298-1312 : Peder Nielsen af Thorsland
- 1312-1320 : Bien de la Couronne
- 1320-1329 : Peder Nielsen Stygge Galen
- 1329 : Pedersdatter Galen, époiuse Krummedige
- 1329-1349 : Hartvig Krummedige
- 1349-1387 : Henneke von Ahlefeldt / Benedikt von Ahlefeldt
- 1387-1400 : Reine Margrete I
- 1400-1536 : diocèse de Fionie (siège épiscopal d'Odense)
- 1536-1573 : Bien de la Couronne
- 1573-1575 : Erik Ottesen Rosenkrantz
- 1575-1616 : Jacob Eriksen Rosenkrantz
- 1616-1622 : Pernille Gyldenstierne, épouse Rosenkrantz
- 1622-1623 : Erik Jacobsen Rosenkrantz
- 1623-1629 : Ellen Marsvin, épouse Munk
- 1629-1630 : Christine Munk
- 1630-1656 : Valdemar Christian de Schleswig-Holstein
- 1656-1658 : Christine Munk
- 1658-1662 : Hedevig Ulfeldt
- 1662-1663 : Corfitz Ulfeldt (domaine agricole)
- 1663-1677 : Jørgen Matthisen (bâtiment principal)
- 1663-1677 : Bien de la Couronne (domaine agricole)
- 1677-1697 : Niels Juel
- 1697-1709 : Knud Juel
- 1709-1766 : Niels Knudsen Juel
- 1766-1767 : Carl Knudsen Juel
- 1767-1827 : Frederik Carlsen Juel
- 1827-1859 : Carl Frederiksen baron fieffé Juel-Brockdorff
- 1859-1876 : Frederik Carl Vilhelm Niels Adolph Krabbe Carlsen, baron fieffé Juel-Brockdorff
- 1876-1900 : Carl Frederik Sophus Vilhelm Frederiksen, baron fieffé Juel-Brockdorff
- 1900-1912 : Frederik Carl Niels Otto August Carlsen, baron fieffé Juel-Brockdorff
- 1912-1971 : Carl Frederik Sophus Vilhelm Frederiksen, baron fieffé Iuel-Brockdorff
- 1971-2003 : Niels Krabbe Carlsen, baron fieffé Iuel-Brockdorff
- 2003-2011 : Caroline Elizabeth Ada Nielsdatter, baronne Iuel-Brockdorff
- (2011- ) : Niels Krabbe Carlsen, baron fieffé Juel-Brockdorff

## Architecture et aménagement actuel
Le château de Valdemar se déploie autour d’un plan d’eau artificiel. De style baroque pour sa partie centrale et rococo dans ses annexes, il se compose d’un bâtiment principal, de deux conciergeries surmontées de clochers, d’un pavillon de thé, à proximité de la plage, et de diverses autres dépendances, notamment des écuries.
La  bâtisse centrale abrite le Musée du château et manoir qui présente dans 21 pièces et salles des œuvres d’art et objets anciens, tandis que les combles sont aménagés en un Musée de la chasse et du trophée.
Un des bâtiments latéraux héberge le Musée danois du jouet et le Musée danois de la plaisance, le premier exposant une vaste collection de jouets de ces 125 dernières années et possédant plusieurs milliers de jeux, livres, modèles réduits et bandes dessinées, auxquels il faut encore ajouter un circuit de train Märklin grand format, tandis que le second est consacré aux traditions danoises de la navigation de plaisance et de la construction navale. Il a été inauguré le 2 juin 1996 par le prince consort Henrik de Danemark.
Un restaurant gastronomique et un café, l’Æblehaven, ont également été aménagés dans le château, qui possède par ailleurs un parcours de golf à 18 trous, sur gazon artificiel, et peut être loué pour des mariages, festivités et congrès.
Le château de Valdemar et son domaine forment une propriété de 732 hectares, constituée d’environ 45 % de terres agricoles et 55 % de bois.

## Illustrations panoramiques

Le château de Valdemar

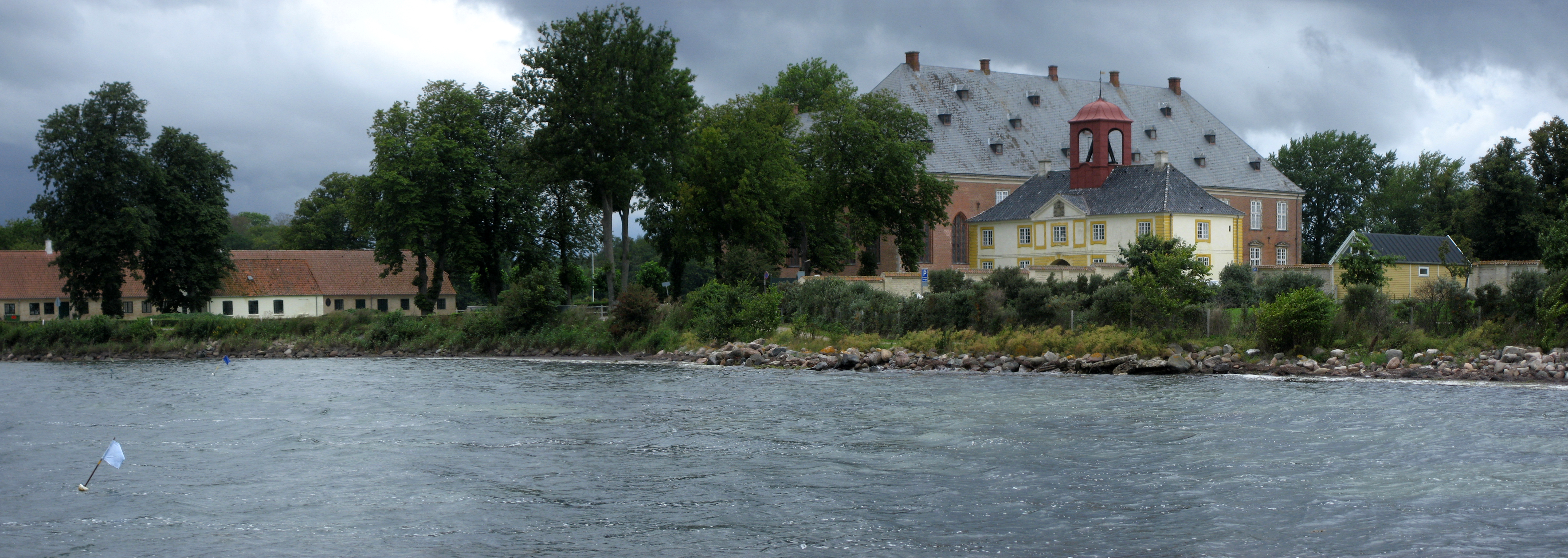
Vue du château depuis la jetée

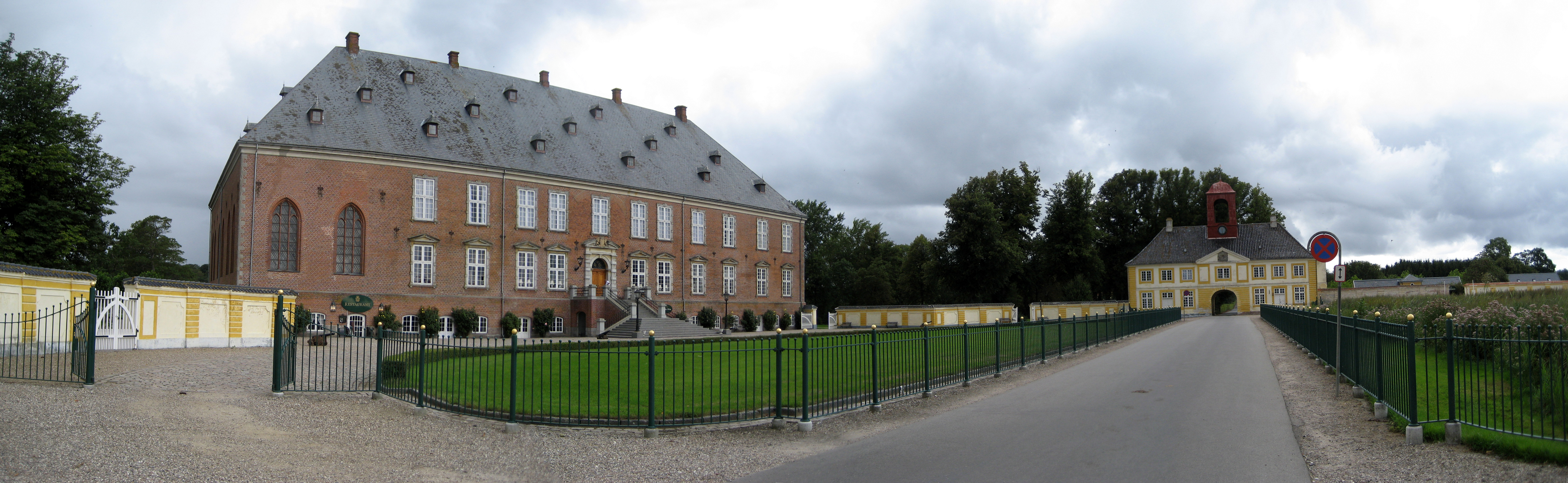
Le château et une de ses deux conciergeries